# Aéroplanes Voisin

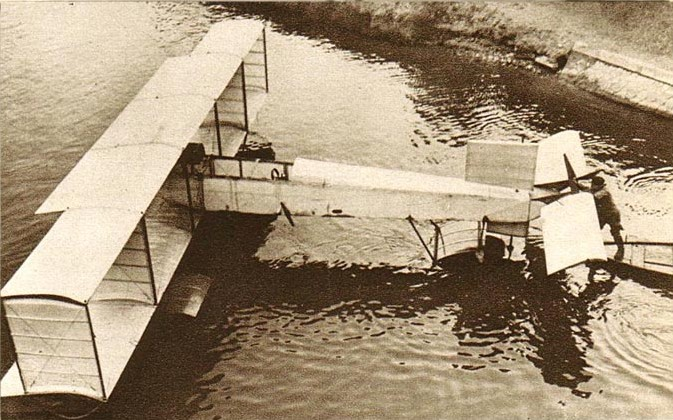
Voisin Canard um dos modelos da Aéroplanes Voisin

A Aéroplanes Voisin foi uma empresa francesa fabricante de aviões, fundada em 1906 por Gabriel Voisin e seu irmão Charles, sendo uma das primeiras empresas do setor no Mundo.

## Histórico

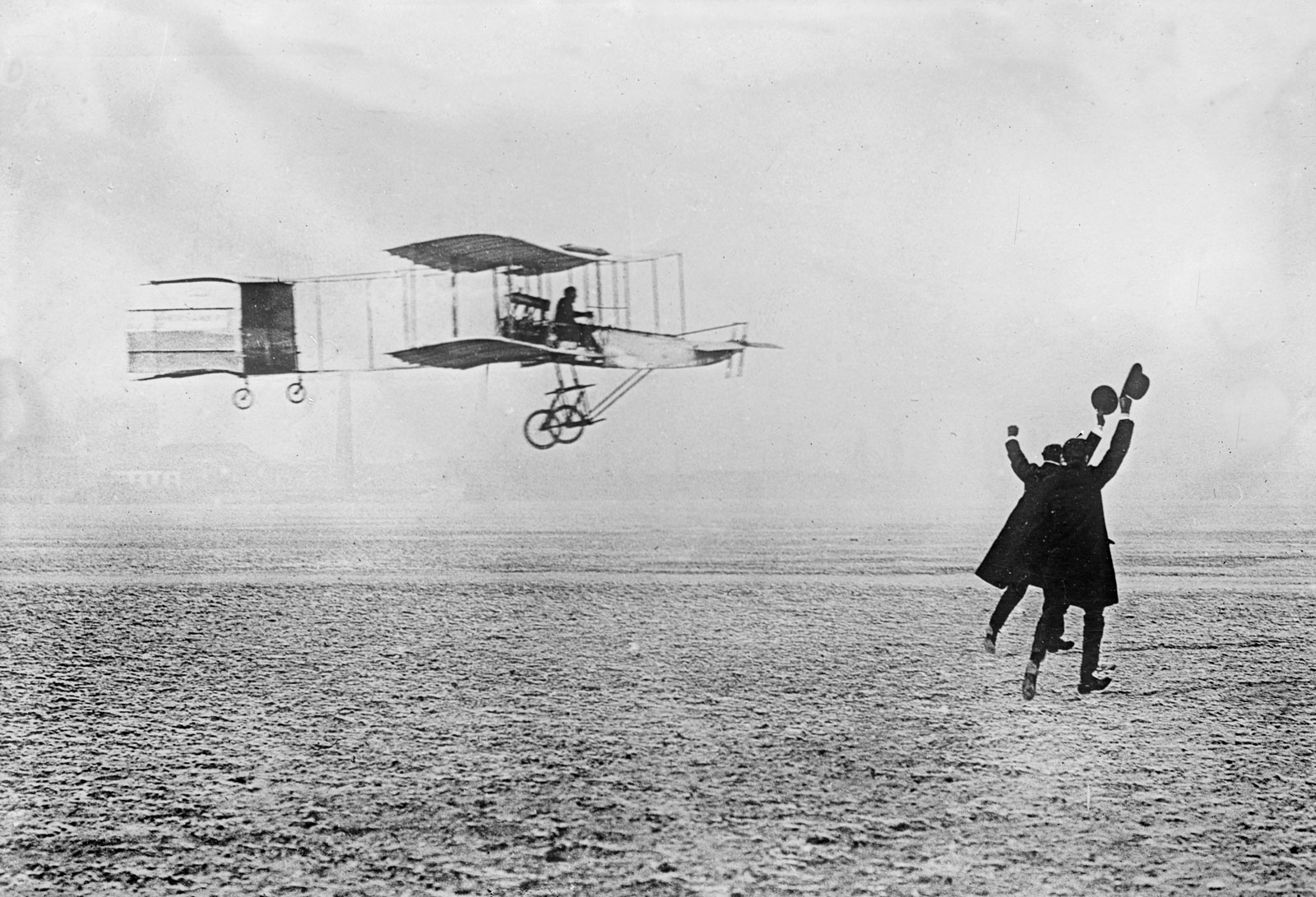
O Voisin-Farman I vencendo o Grand Prix de l'aviation, em 13 de janeiro de 1908.

Gabriel Voisin foi contratado por Ernest Archdeacon para trabalhar na construção de planadores e então fez uma parceria com Louis Blériot para formar a companhia Ateliers d' Aviation Edouard Surcouf, Blériot et Voisin em 1905. No ano seguinte, ele comprou a parte de Blériot na sociedade e em 5 de novembro de 1906, já em sociedade com seu irmão Charles, ela passou a se chamar: Appareils d'Aviation Les Frères Voisin.
A companhia, baseada no subúrbio parisiense de Billancourt foi a primeira fábrica comercial de aviões do Mundo. No entanto, ela aceitava encomendas de projetos criados pelos próprios clientes, o que lhes permitia investir nos seus próprios projetos. Seu primeiro cliente foi M. Florencie que lhes encomendou um ornitóptero que ele mesmo havia projetado. O segundo cliente, foi Henri Kapferer para quem eles construíram um biplano em configuração de impulsão, o primeiro projeto da Voisin, porém devido a fraca motorização, um motor Buchet de 20 hp, não conseguiu voar. Mesmo assim, Kapferer apresentou-os à Leon Delagrange, para quem eles construírem um outro exemplar do mesmo modelo, com um motor mais potente, um Antoinette 8V de 50 hp.
Esse exemplar voou com sucesso pela primeira vez, pilotado por Charles Voisin em 30 de março de 1907, conseguindo um voo em linha reta de 60 m. Com esse sucesso, Delagrange apresentou-os à Henri Farman, que encomendou um avião idêntico. Esses dois aviões são frequentemente referenciados pelo nome de seus respectivos proprietários, como: Voisin-Delagrange No.1 e Voisin-Farman No.1, e foram a base do sucesso da companhia. Em 13 de janeiro de 1908, Farman usou esse avião para vencer o "Grand Prix de l'aviation" oferecido por Ernest Archdeacon e Henry Deutsch de la Meurthe para o primeiro voo em circuito fechado com mais de um quilômetro. Como as realizações dos irmãos Wright eram desacreditados na época, essa realização foi tida como um grande marco na conquista do ar, e representou para a Voisin muitas encomendas desse modelo; cerca de sessenta foram construídos.
A empresa passou a ser administrada por Charles Voisin quando seu irmão Gabriel morreu em 1912, seu nome oficial a partir de então passou a ser Société Anonyme des Aéroplanes G. Voisin. Após o fim da Primeira Guerra Mundial, a empresa foi dissolvida para que Gabriel fundasse uma empresa automobilística: a Avions Voisin.
Durante a Primeira Guerra Mundial, a produção do "Tipo III" aumentou, e foi logo seguido pelos Tipos LB e LBS, ou Voisin IV e Voisin V, e mais tarde, em 1916, o Tipo LC, ou Voisin VII, sendo que esse último não fez muito sucesso, e apenas cem foram construídos. Logo depois do início da Guerra, ficou claro que a indústria francesa não seria capaz de construir aviões na quantidade necessária para atender a demanda dos militares. Com isso, fábricas de outros setores passaram a ser subcontratados para o setor de aviação, e mais tarde, construtores licenciados. A primeira dessas parcerias foi estabelecida entre Louis Breguet e a Michelin. Voisin ficou para trás nesse campo, apesar de que seus modelos foram produzidos sob licença na Rússia. Em 1918, Voisin estava envolvido com duas empresas aeronáuticas: a Voisin-Lafresnaye, fabricante de estruturas e a Voisin-Lefebvre fabricante de motores.
Depois do Voisin VII veio o mais potente e bem sucedido Tipo LAP ou LBP, conhecido como Voisin VIII o mais bem sucedido bombardeiro noturno do exército francês, com mais de mil construídos. O Tipo LC, ou Voisin IX não teve muito sucesso, perdendo para o Salmson 2 e para o Breguet 14. O Tipo LAR ou LBR, conhecido como Voisin X, era um Voisin VIII com um motor Renault mais confiável, no lugar do Peugeot anteriormente usado. As entregas desse modelo sofreram grandes atrasos, mas cerca de novecentos foram construídos até o final da Guerra. O último modelo Voisin, o Voisin XII, foi bem sucedido nos testes em 1918, mas com o fim da Guerra, não houve encomendas. Diferente dos modelos anteriores, ele era um grande e elegante bimotor em configuração de tração. Em 1918, o  Voisin X (No de série - 3500), foi usado para criar o Voisin "Aerochir" (Ambulância), que podia levar um cirurgião com mesa de operação e equipamento de suporte (incluindo uma máquina de Raios X), e uma autoclave ao campo de batalha, e mais 360 kg de equipamento em alforjes sob as asas.
Depois de 1918, Gabriel Voisin abandonou a indústria aeronáutica em favor da automobilística usando a marca Avions Voisin.

## Produtos

### Aviões
Fonte: aviafrance (parcial).
- 1907 - Voisin 1907 (Voisin II)
- 1909 - Biplano Trator
- 1910 - Voisin de Course
- 1910 - Voisin Militaire
- 1910 - Voisin Bordeax
- 1911 - Voisin Canard
- 1911 - Voisin Tourisme
- 1912 - Voisin Monaco
- 1912 - Voisin Icare Aero-Yacht
- 1912 - Voisin I (ou Tipo L)
- 1914 - Voisin III (ou Tipo LA)
- 1914 - Voisin IV (ou Tipo LB)
- 1914 - Voisin blindé
- 1915 - Voisin triplano
- 1915 - Voisin V (ou Tipo LBS)
- 1916 - Voisin VI
- 1916 - Voisin VII (ou Tipo LC)
- 1916 - Voisin VIII (ou Tipo LAP/LBP)
- 1917 - Voisin IX (ou Tipo LC)
- 1917 - Voisin X (ou Tipo LAR/LBR)
- 1918 - Voisin XII